# Sapogne-sur-Marche
Sapogne-sur-Marche est une commune française, située dans le département des Ardennes en région Grand Est.

## Géographie
| Auflance | Florenville Belgique | Margny    |
| Moiry    | Sapogne-sur-Marche   | Herbeuval |
| Margut   | Signy-Montlibert     |           |

La commune est traversée au nord-ouest et à l’ouest par la rivière Marche, un affluent de la Chiers. Elle est délimitée au nord par la frontière franco-belge.

### Hydrographie
La commune est dans le bassin versant de la Meuse au sein du bassin Rhin-Meuse. Elle est drainée par le ruisseau la Marche et le ruisseau de la Fontaine des Loups,.
Le ruisseau la Marche, d'une longueur de 16 en France km, prend sa source dans la commune de Williers et se jette  dans la Chiers à Margut, après avoir traversé sept communes. 

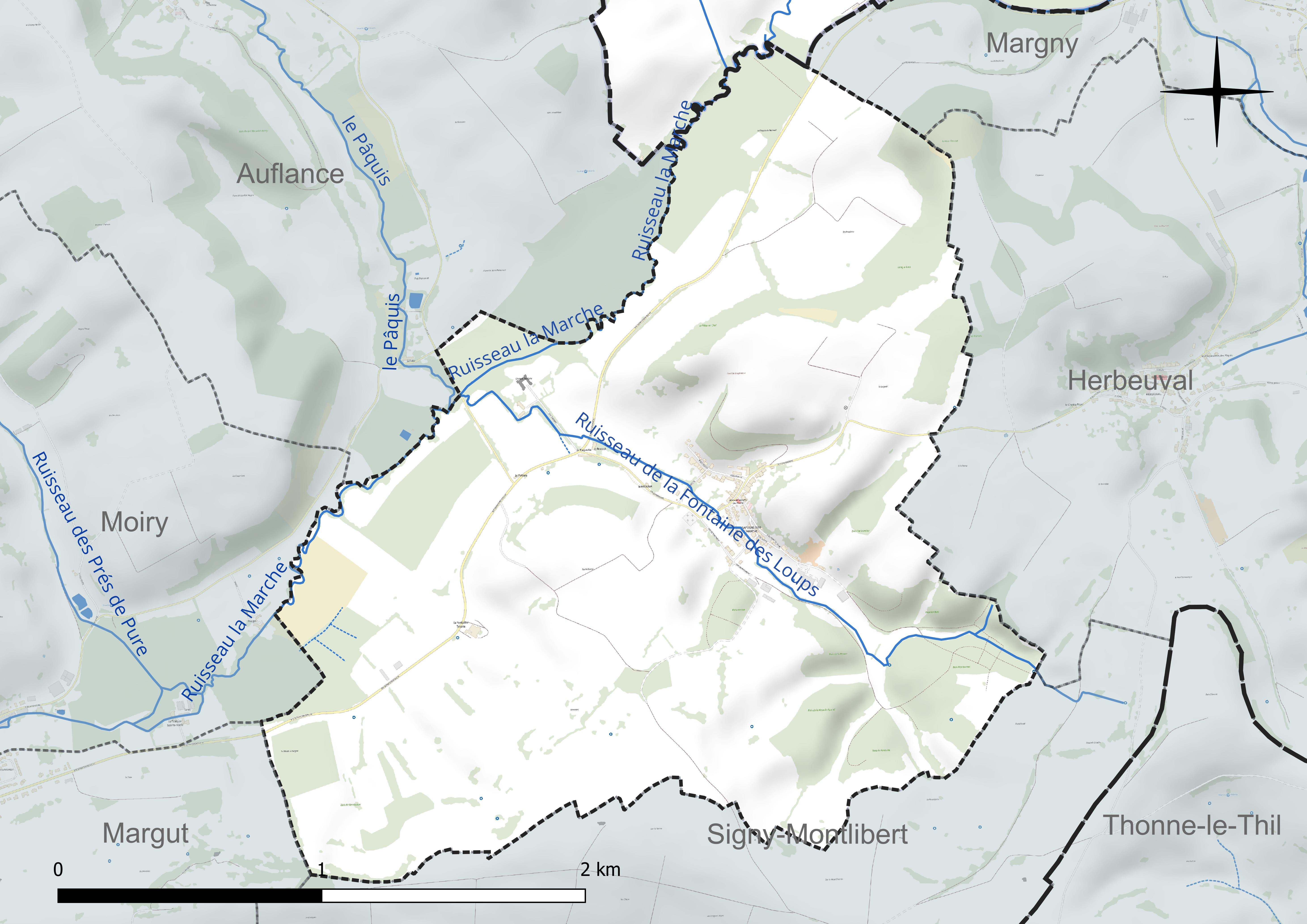
Réseau hydrographique de Sapogne-sur-Marche.

### Climat
Pour des articles plus généraux, voir Climat du Grand Est et Climat des Ardennes.
En 2010, le climat de la commune est de type climat de montagne, selon une étude du Centre national de la recherche scientifique s'appuyant sur une série de données couvrant la période 1971-2000. En 2020, Météo-France publie une typologie des climats de la France métropolitaine dans laquelle la commune est dans une zone de transition entre le climat océanique altéré et le climat océanique altéré et est dans la région climatique  Lorraine, plateau de Langres, Morvan, caractérisée par un hiver rude (1,5 °C), des vents modérés et des brouillards fréquents en automne et hiver. 
Pour la période 1971-2000, la température annuelle moyenne est de 9,8 °C, avec une amplitude thermique annuelle de 16,4 °C. Le cumul annuel moyen de précipitations est de 983 mm, avec 14 jours de précipitations en janvier et 9,5 jours en juillet. Pour la période 1991-2020, la température moyenne annuelle observée sur la station météorologique de Météo-France la plus proche, « Linay », sur la commune de Linay à 7 km à vol d'oiseau, est de 10,4 °C et le cumul annuel moyen de précipitations est de 969,0 mm. 
La température maximale relevée sur cette station est de 42 °C, atteinte le 25 juillet 2019 ; la température minimale est de −24 °C, atteinte le 9 janvier 1985,,. 
Les paramètres climatiques de la commune ont été estimés pour le milieu du siècle (2041-2070) selon différents scénarios d'émission de gaz à effet de serre à partir des nouvelles projections climatiques de référence DRIAS-2020. Ils sont consultables sur un site dédié publié par Météo-France en novembre 2022.

## Urbanisme

### Typologie
Au 1er janvier 2024, Sapogne-sur-Marche est catégorisée commune rurale à habitat dispersé, selon la nouvelle grille communale de densité à 7 niveaux définie par l'Insee en 2022.
Elle est située hors unité urbaine et hors attraction des villes,.

### Occupation des sols
L'occupation des sols de la commune, telle qu'elle ressort de la base de données européenne d’occupation biophysique des sols Corine Land Cover (CLC), est marquée par l'importance des territoires agricoles (79,4 % en 2018), en augmentation par rapport à 1990 (77,5 %). La répartition détaillée en 2018 est la suivante : 
prairies (50,7 %), terres arables (23,3 %), forêts (20,6 %), zones agricoles hétérogènes (5,4 %). L'évolution de l’occupation des sols de la commune et de ses infrastructures peut être observée sur les différentes représentations cartographiques du territoire : la carte de Cassini (XVIIIe siècle), la carte d'état-major (1820-1866) et les cartes ou photos aériennes de l'IGN pour la période actuelle (1950 à aujourd'hui).

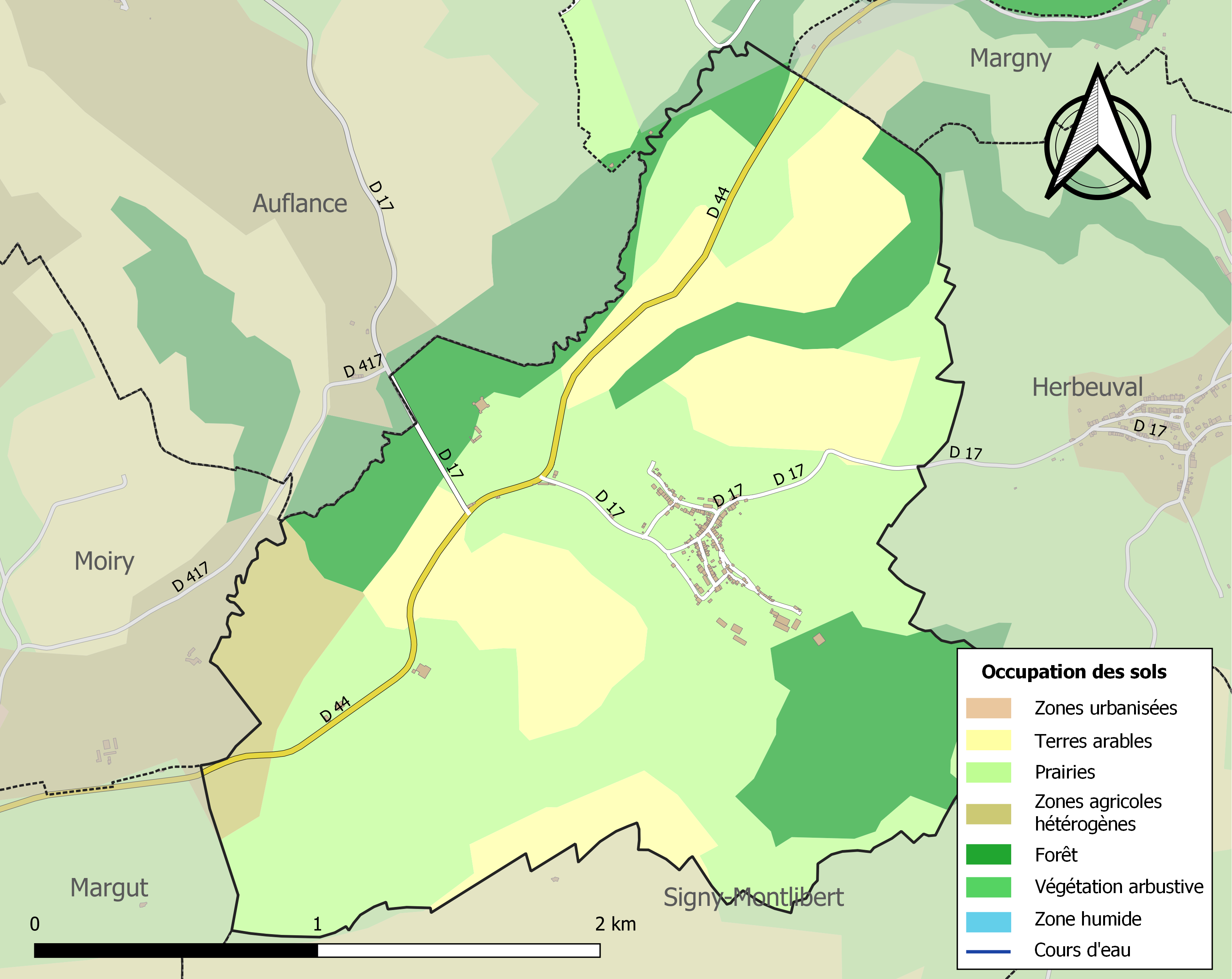
Carte des infrastructures et de l'occupation des sols de la commune en 2018 (CLC).

## Toponymie
Sapogne doit son nom au gaulois *sapo à l’origine du latin impérial sapinus/sappinus. Si on rapproche ce terme gaulois du sanscrit sapa, « résine », du breton sap, « sapin », du vieux cornique sibnid, « sapin blanc », et du suffixe –onia.
La Marche (ou Marge) est une rivière franco-belge et faisant donc partie du bassin versant de la Meuse. Elle coule dans le département des Ardennes, en nouvelle région Grand-Est et le Sud de la province de Luxembourg, elle traverse la commune au nord-ouest et à l’ouest.

## Politique et administration
| Période                                  | Période                   | Identité                                      | Étiquette | Qualité  |
| ---------------------------------------- | ------------------------- | --------------------------------------------- | --------- | -------- |
| mars 2001                                | mars 2014                 | Corinne Gourdon                               |           |          |
| mars 2014                                | En cours (au 25 mai 2020) | Pascal Nicolas Réélu pour le mandat 2020-2026 |           | Retraité |
| Les données manquantes sont à compléter. |                           |                                               |           |          |

## Démographie
L'évolution du nombre d'habitants est connue à travers les recensements de la population effectués dans la commune depuis 1793. Pour les communes de moins de 10 000 habitants, une enquête de recensement portant sur toute la population est réalisée tous les cinq ans, les populations de référence des années intermédiaires étant quant à elles estimées par interpolation ou extrapolation. Pour la commune, le premier recensement exhaustif entrant dans le cadre du nouveau dispositif a été réalisé en 2007.

En 2022, la commune comptait 149 habitants, en évolution de +7,97 % par rapport à 2016 (Ardennes : −2,97 %, France hors Mayotte : +2,11 %).
| 1793 | 1800 | 1806 | 1821 | 1831 | 1836 | 1841 | 1846 | 1851 |
| ---- | ---- | ---- | ---- | ---- | ---- | ---- | ---- | ---- |
| 286  | 255  | 317  | 354  | 403  | 429  | 440  | 404  | 407  |

| 1866 | 1872 | 1876 | 1881 | 1886 | 1891 | 1896 | 1901 | 1906 |
| ---- | ---- | ---- | ---- | ---- | ---- | ---- | ---- | ---- |
| 430  | 378  | 392  | 376  | 386  | 367  | 353  | 323  | 316  |

| 1911 | 1921 | 1926 | 1931 | 1936 | 1946 | 1954 | 1962 | 1968 |
| ---- | ---- | ---- | ---- | ---- | ---- | ---- | ---- | ---- |
| 312  | 266  | 271  | 252  | 234  | 190  | 230  | 226  | 216  |

| 1975 | 1982 | 1990 | 1999 | 2006 | 2007 | 2012 | 2017 | 2022 |
| ---- | ---- | ---- | ---- | ---- | ---- | ---- | ---- | ---- |
| 182  | 162  | 133  | 130  | 141  | 142  | 140  | 138  | 149  |

## Culture locale et patrimoine

### Lieux et monuments
- Le château de Tassigny, daté des XVIe et XVIIe siècles, possède encore ses tours dont l'une abrite une chapelle à voûtes ogivales. Malgré son entrée transformée au XVIIIe siècle, son ensemble architectural primitif reste encore bien conservé. L'édifice est classé monument historique en 1991[23].

- Église Saint-Ouen de Sapogne-sur-Marche.

### Héraldique
| Armes de Sapogne-sur-Marche | Les armes de Sapogne-sur-Marche se blasonnent ainsi : D’or au chevron d’azur chargé de trois quintefeuilles du champ, accompagné en chef de deux lions affrontés aussi d’azur et en pointe d’une merlette de gueules. |